# Duckman: The Graphic Adventures of a Private Dick
Duckman: The Graphic Adventures of a Private Dick er et computerspil fra 1997 til Microsoft Windows, baseret på den animerede TV-serie Duckman.
| computerspil | Spire Denne computerspilsrelaterede artikel er en spire som bør udbygges. Du er velkommen til at hjælpe Wikipedia ved at udvide den. |